# Xandros

Logo von Xandros

Xandros ist ein Unternehmen, das eine gleichnamige, auf Debian basierende, Linux-Distribution produzierte. Der Name Xandros wurde von dem Begriff „X Window System“ und der griechischen Insel „Andros“ abgeleitet.

## Geschichte
Xandros wurde 2001 gegründet und hat seinen Sitz in New York und Ottawa, Ontario. Xandros kaufte Corel Linux und entwickelte es weiter, nachdem Corel seine Linuxgeschäfte im August 2001 aufgegeben und den Distributionsmarkt verlassen hatte.
Andreas Typaldos ist Chief Executive Officer von Xandros. Der Mitgründer und Vorsitzende von Xandros, Frederick H. Berenstein, verstarb am 6. September 2005.
Xandros ist ein Gründungsmitglied der DCC Alliance und seit 2006 Mitglied der OSDL, wo es sich besonders in der Desktop Working Group (DTL) engagiert.
Nach Novell hat Xandros 2007 ein Kooperationsabkommen mit Microsoft abgeschlossen. Am 30. Juni 2008 gab der ehemalige Linspire-CEO Kevin Carmony in seinem Blog den Verkauf des Unternehmens an Xandros bekannt.

## Produkte

### Xandros Desktop
Xandros Desktop ist in der Lage, Windows-Programme durch die Software CrossOver auszuführen, die Aufrufe von Windows-Bibliotheken auf ähnliche Bibliotheken weiterleitet, die CrossOver mitbringt.
Die Deluxe-Version enthält zusätzlich ein Benutzerhandbuch und 60 Tage im Preis enthaltenen E-Mail-Support.
Die Edition Surfside Linux enthält das Benutzerhandbuch, 30 Tage E-Mail-Support und Internetsoftware wie Skype mit einer passenden USB-Sprechgarnitur.
Auch das grafische Aussehen von Xandros Desktop ist eng an Windows angelehnt. Ähnliche Produkte sind Lycoris und Linspire.

### Xandros Business Desktop
Der Xandros Business Desktop enthält Softwareunterstützung für das Active Directory und SMP- und Hyperthreading-Unterstützung, die die Ausführung mancher Programme beschleunigen können. Er enthält auch Werkzeuge zur Administration innerhalb von Betrieben oder Instituten und 90 Tage E-Mail-Support.

### Presto
Presto ist ein schlankes Schnellstart-Betriebssystem mit der Desktop-Umgebung Xfce, das innerhalb von Windows (ab XP) und dessen Partition installiert werden kann. Es wurde 2009 eingeführt. Es integriert einen Dienst zum Bezug neuer Software über das Internet mit dem mit Linspire aufgekauften Click-and-run-System (CNR) für einfache ein-Klick-Installationen von Softwarepaketen.

### Xandros Open Circulation Edition
Schließlich ist die Xandros Open Circulation Edition eine freie, weiterverwendbare Ausgabe für den nichtkommerziellen Gebrauch. Sie enthält künstliche Restriktionen, etwa ist im Xandros File Manager die CD-ROM-Brenn-Geschwindigkeit auf vierfach begrenzt. CrossOver ist nicht enthalten, es gibt keine technischen Unterstützungsdienstleistungen und kein Handbuch. Auch sind einige beigelegte Programme, etwa der Webbrowser Mozilla Firefox, veraltet.

### Server-Betriebssysteme
Die derzeitige Betaversion vom Xandros Small Business Server (xSBS) unterstützt den Apache- und den Sambaserver. Diese Server arbeiten mit Linux- und Windowsumgebungen. Auch wird 2007 ein Xandros Desktop Management Server (xDMS) verkauft. Seit dem 1. Mai 2006 ist der Xandros Server erhältlich, der unerfahrene Administratoren ansprechen soll.

### Eingesetzte Software der Produkte
Die Xandros-Benutzeroberfläche verwendet eine modifizierte Version des K Desktop Environment: Aus dem Konqueror (dem kombinierten Dateimanager und Browser) entwickelte man den eigenen Xandros File Manager. KDE wurde in Hinblick auf die beabsichtigte Ähnlichkeit zu Microsoft Windows modifiziert.
Auf dem Asus Eee PC ist ein angepasstes Xandros vorinstalliert.

### Paketverwaltung
Die Paketverwaltung basiert nach Hersteller-Angaben auf der Debians.

### Versionen
| Version | Datum             |
| ------- | ----------------- |
| 1.0     | 22. Oktober 2002  |
| 1.1     | 28. Juli 2003     |
| 2.0     | 16. Dezember 2003 |
| 2.5     | 26. Juli 2004     |
| 3.0     | 8. Dezember 2004  |
| 3.1     | 15. November 2005 |
| 4.0     | 21. Juni 2006     |
| 4.1     | 28. November 2006 |
| 4.2     | 26. Juli 2007     |

### Einstellung
Laut DistroWatch war 4.2 die letzte Version von Xandros. Diese Distribution wird nicht mehr weiterentwickelt, das offizielle Forum und die Webseite wurden eingestellt.

## Belege
1. ↑  Pro-Linux: Microsoft und Xandros kooperieren
2. ↑  Kevin Carmony Blog: Verkauf von Linspire an Xandros
3. ↑  Offizielle Webpräsenz von Presto
4. ↑  DistroWatch: Xandros wurde eingestellt